# 몽키킹 2: 서유기 여정의 시작
《몽키킹 2: 서유기 여정의 시작》(몽키킹 2: 西遊記旅程의 始作, 중국어 간체자: 西游记之孙悟空三打白骨精, 정체자: 西遊記之孫悟空三打白骨精, 병음: Xī Yóu Jì Zhī Sūn Wù Kōng Sān Dǎ Bái Gǔ Jīng)은 2016년 공개된 중국의 영화로, 2014년 영화 《몽키킹: 손오공의 탄생》의 속편이다.

## 출연

### 주연
- 곽부성
- 공리
- 풍소봉
- 샤오선양
- 나중겸
- 진혜림

## 기타
- 총제작: 로버트 해리스
- 음향: 은 제이
- 미술: 다니엘 푸 동
- 특수효과: 롤랜드 블랜카플러
- 시각효과: 데이비드 에브너
- 시각효과: 스티븐 한
- 시각효과: 빌 크로이어
- 시각효과: 성진 루크 정
- 시각효과: 김상훈
- 시각효과: 김찬수
- 시각효과: 김철민
- -무술감독: 홍금보
- 의상: 해중문